# Рудник Балд-Гілл (Тасманія)
Рудник Балд-Гілл (Тасманія) – малий гірничодобувний майданчик на сході австралійського острова Тасманія.
За задумом компанії Australian Bauxite розробка родовища Балд-Гілл мала тривати 5 років, при цьому передбачалось вилучити із приповерхневої зони біля 1,5 млн тонн бокситів з подальшим вивозом залізницею до порту Белл-Бей для продажу підприємствам металургійної галузі. В 2015 році копальню вдалось запустити, проте малі партії бокситів (та ще й доволі низької якості) не зацікавили ринок – на той час він був насичений пропозицією, а тасманійські порти могли приймати судна тонажем не більше 50 тисяч тонн.
Як наслідок, протягом кількох років з Балд-Гілл вилучили 120 тисяч тонн бокситів, як реалізовували цементним заводам як наповнювачі, а також для сільськогосподарських цілей. Станом на 2020 рік копальня здійснювала лише епізодичні поставки.